# Cryphia idonea
Cryphia idonea är en fjärilsart som beskrevs av Hugo Theodor Christoph. Cryphia idonea ingår i släktet Cryphia och familjen nattflyn. Inga underarter finns listade i Catalogue of Life.